# Bandeirantes (Mato Grosso do Sul)
Bandeirantes is een gemeente in de Braziliaanse deelstaat Mato Grosso do Sul. De gemeente telt 6.001 inwoners (schatting 2009).

## Verkeer en vervoer
De plaats ligt aan de radiale snelweg BR-060 tussen Brasilia en Bela Vista. Daarnaast ligt ze aan de wegen BR-163, MS-340 en MS-441.